# Роснафта
«Роснафта» (рос. «Роснефть») — російська державна нафтогазова компанія. Є найбільшою в світі публічною компанією за обсягом виробництва нафти. За даними журналу «Експерт» займала 3 місце за обсягами виручки в 2012 році серед російських компаній. Повне найменування — Відкрите акціонерне товариство «Нафтова компанія "Роснафта"». Штаб-квартира — в Москві. Входить до списку Fortune Global 500 2011 (179-те місце). На кінець 2012 року в компанії працювали близько 170 000 осіб.

## Власники та керівництво
До проведення IPO 100 % акцій «Роснафти» належало державному ВАТ «Роснафтогаз». Після проведення IPO і консолідації акцій 12 дочірніх компаній «Роснафти» (включаючи «Юганскнафтогаз») 75,16 % акцій компанії належало «Роснафтогазу». Всього станом на вересень 2012 року в «Роснафти» більше 160 тисяч акціонерів. Акціонерів — фізичних осіб у компанії станом на серпень 2013 налічувалося 138 тисяч. До цього часу «Роснафтогазу» належало 69,5 % акцій, британської ВР — 19,75 %.
З 2009 по 2011 рік Головою ради директорів ВАТ НК «Роснафти» був заступник голови Уряду Росії Ігор Сєчін. Чинний склад Ради директорів був обраний на річних загальних зборах засновників 20 червня 2013 року.
В грудні 2016 року Glencore і Катарський суверенний фонд спільно придбали ще 19,75 % акцій за 10,2 млрд $. А під контролем уряду РФ залишилось всього 50 % акцій.
17 серпня 2017 року агентство Reuters повідомило, що існують плани Уряду РФ з продажу частки «Роснафти» китайському нафтотрейдеру  CEFC China Energy.

## Фінансовий стан та санкції

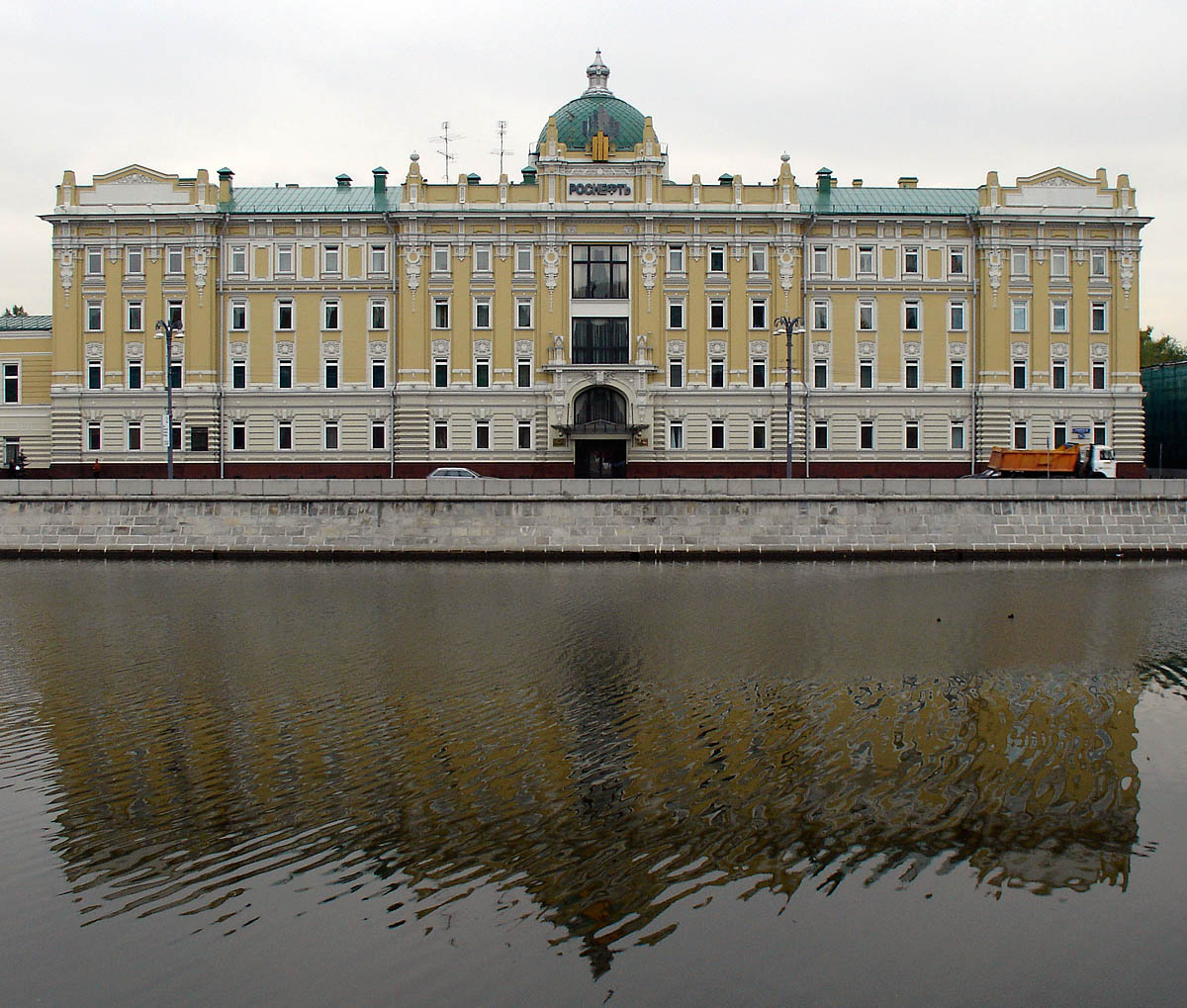
Головний офіс компанії в Москві

У липні 2014 року Міністерство фінансів США через санкції проти Росії через агресію проти України, закрило доступ для деяких російських компаній, серед яких була і «Роснефть», до довгострокових ринків капіталу США. Контрольована Кремлем нафтова група взяла в борг велику суму грошей, щоб профінансувати покупку ТНК-BP за $55 млрд, російсько-британського спільного підприємства, і більшу частину на короткий термін. Заради цього були оформлені закордонні кредити на $ 31 млрд. Після введення санкцій, аналітики Moody's передбачали, що у нафтової компанії можуть в найближчі чотири роки виникнути проблеми з рефінансуванням боргів, а особливо складну ситуацію прогнозували в 2015 році, оскільки на цей час у «Роснафти» припадає пік виплат за боргами. Чистий борг «Роснафти», станом на кінець червня 2014 року, становив 1,5 трлн рублів. У серпні 2014 року президент «Роснафти» Ігор Сєчін відправив в уряд Російської Федерації запит про надання своїй компанії фінансової допомоги, у якому перераховані п'ять варіантів підтримки. Один з них передбачає викуп за рахунок фонду національного добробуту  нових облігацій «Роснафти» на 1,5 трлн рублів.
На березень 2018 року борг компанії сягнув 4,012 трлн рублів, збільшившись за рік на 14,8 %. Загальний обсяг зобов'язань компанії, включаючи кредити, позики, відкладені податкові виплати і передоплаті контракти за підсумками року перевищив 8,4 трлн рублів, або 147 млрд доларів, що еквівалентно майже третині міжнародних резервів Росії (455,2 млрд на 9 березня 2018).
Станом на початок березня 2024 року, найбільша нафтопереробна компанія РФ «Роснафта» зменшила свої потужності на 12,65 % порівняно із січнем поточного року, що напряму було пов'язано з атаками дронів на російські НПЗ.

## В Україні
У вересні 2022 року, після повномасштабного російського вторгнення до України, одну з компаній фінансової групи «Роснєфть в Україні», було націоналізовано й передано в управління державі. Компанією керували ставленики з проросійської партії ОПЗЖ.